# پناهگاه حیات وحش کیامکی
پناهگاه حیات وحش کیامکی یک پناهگاه حیات وحش با مساحت ۹۰۷۵۲ هکتار است که در استان آذربایجان شرقی در ایران قرار دارد. این پناهگاه حیات وحش طبق مصوبهٔ شمارهٔ ۶۰۹ در تاریخ ۹۶/۰۶/۰۲ در فهرست مناطق تحت حفاظت سازمان محیط زیست ایران قرار گرفت.
پناهگاه حیات وحش کیامکی ۹۶ هزار و ۹۵۲ هکتار وسعت دارد و وجود بیش از ۷۰۰ گونه گیاهی، بیش از ۲۵۷ گونه جانوری شامل ۳۹ گونه پستاندار و بیش از ۱۵۴ گونه پرنده و ۴۳ گونه خزنده و چهار گونه دوزیست و ۱۷ گونه ماهی از مشخصه‌های اصلی این منطقه به‌شمار می‌رود.